# European Indoors 1994
European Indoors 1994 — жіночий тенісний турнір, що проходив на закритих кортах з килимовим покриттям Saalsporthalle Allmend у Цюриху (Швейцарія). Проходив у рамках Туру WTA 1994. Відбувся водинадцяте і тривав з 3 жовтня до 9 жовтня 1994 року. П'ята сіяна Магдалена Малеєва здобула титул в одиночному розряді й отримала 150 тис. доларів США.

## Фінальна частина

### Одиночний розряд
Магдалена Малеєва —  Наташа Звєрєва 7–5, 3–6, 6–4
- Для Малеєвої це був 2-й титул в одиночному розряді за рік і 3-й — за кар'єру.

### Парний розряд
Манон Боллеграф /  Мартіна Навратілова —  Патті Фендік /  Мередіт Макґрат 7–6, 6–1